# She's Out of Control
She's Out of Control is een Amerikaanse coming of age tienerfilm uit 1989 onder regie van Stan Dragoti. De hoofdrol wordt vertolkt door Tony Danza, die in deze film is te zien als vader die vreest voor de maagdelijkheid van zijn tienerdochter nadat zij verandert van lelijk eendje tot bekoorlijke zwaan.

## Verhaal
Doug Simpson is een weduwnaar met twee dochters onder wie de 15-jarige Katie. Ze datet met de brave buurjongen Richard, maar nu ze ouder wordt, vindt ze dat het tijd is voor een make-over en een nieuw sociaal leven. Dougs vriendin Janet Pearson tovert haar om van boekworm tot beeldschone jongedame en al snel melden jongens zich in groten getale om met haar uit te gaan. Dit tot groot ongenoegen van Doug, die vreest voor verkeerde intenties van tienerjongens en niet wil accepteren dat zijn kinderen ouder worden. Omdat Doug tot uitersten gaat om te voorkomen dat Katie met jongens uitgaat, adviseert Janet hem om contact op te zoeken met een psychiater; Fishbinder. Doug heeft geen idee dat Fishbinder een kwakzalver zonder ervaring is en volgt zijn advies over ouderschap trouw.
Ondertussen verbreekt Katie haar verkering met Richard en begint uit te gaan met badboy Joey. Tot Katie's grote verrassing is Doug een groot fan van hem. Doug was zelf in de jaren '60 een rock & roll liefhebber en daarom herkent Doug zichzelf in de jongen. Katie raakt al snel uitgekeken op hem en verruilt hem voor Timothy, een ouderejaars van rijke komaf die binnenkort met zijn studie aan Yale zal beginnen. Doug vertrouwt Timothy voor geen cent en komt er al snel achter dat hij er meerdere liefjes op na houdt. Uiteindelijk dumpt ze Timothy nadat hij probeert om met geweld seks met haar te hebben. Tot Dougs genoegen begint ze opnieuw een relatie met Richard, maar op dat moment begint de jongste dochter Bonnie met daten.

## Rolverdeling
| Acteur             | Personage            |
| ------------------ | -------------------- |
| Tony Danza         | Doug Simpson         |
| Ami Dolenz         | Katie Simpson        |
| Laura Mooney       | Bonnie Simpson       |
| Catherine Hicks    | Janet Pearson        |
| Wallace Shawn      | Dr. Fishbinder       |
| Derek McGrath      | Jeff Robbins         |
| Lance Wilson-White | Richard              |
| Dana Ashbrook      | Joey                 |
| Matthew Perry      | Timothy              |
| Dick O'Neill       | Chuck Pearson        |
| Dustin Diamond     | Jongen op het strand |
| Oliver Muirhead    | Nigel                |

## Ontvangst
De film kreeg zowel in de Verenigde Staten als in Nederland overweldigend negatieve kritieken. Recensent van Trouw noemde het een "onnozel filmpje": "Regisseur Dragoti heeft met deze variant op het Assepoester-gegeven niets weten aan te vangen. In zijn bekrompen en kinderlijke geest is Katie vooral een loopse teef, zijn haar aanbidders alleen maar hitsige reuen en is haar vader vooral een bekwaam hondenmepper." Criticus voor De Volkskrant schreef: "Het is niet om te lachen, het is geen film, het is hooguit luchtig televisieamusement, hoewel zelfs dan te voorspelbaar en uitgekauwd."
Recensent van Het Parool schreef dat "Dagoti She's Out of Control [heeft] volgepakt met komische situaties, die de amusementswaarde hebben van een uitgedroogde ontbijtkoek." Criticus van De Telegraaf noemde de film een "trieste komedie": "Het verhaaltje stelt niets voor. [..] Een werkje om zeer treurig van te worden."